# فوسالدو
فوسالدو (به ایتالیایی: Fuscaldo) یک کومونه در ایتالیا است که در استان کزنتزا واقع شده‌است.

## خصوصیات
فوسالدو ۶۰ کیلومترمربع مساحت و ۸٬۱۳۶ نفر جمعیت دارد و ۳۵۰ متر بالاتر از سطح دریا واقع شده‌است.

## خواهرخوانده
شهر Pero خواهرخواندهٔ فوسالدو هست.